# Gone (Kellerman)
Gone è il ventesimo romanzo giallo dello scrittore statunitense Jonathan Kellerman con protagonista lo psicologo Alex Delaware, inedito in Italia.

## Personaggi
- Alex Delaware - Psicologo
- Milo Sturgis - Detective